# Civilization VI
Sid Meier's Civilization VI ist ein Globalstrategiespiel, das von Firaxis Games entwickelt und von 2K Games für Microsoft Windows und macOS im Oktober 2016 veröffentlicht wurde. Im Februar 2017 erschien eine Portierung für Linux. Im Dezember 2017 wurde eine Fassung für iOS von Aspyr Media veröffentlicht. Für die Nintendo Switch Konsole erschien im November 2018 eine Fassung. PlayStation 4 und Xbox One wurden im November 2019 bedient. Eine Version für Android erschien im Jahr 2020.
Eine Standardversion enthielt 18 spielbare Zivilisationen. Es erschienen sechs DLCs: Vikings Scenario Pack, Poland Civilization & Scenario Pack, Australia Civilization & Scenario Pack, Persia and Macedon Civilization & Scenario Pack, Nubia Civilization & Scenario Pack, Khmer and Indonesia Civilization & Scenario Pack. Eine Deluxe-Edition kombinierte Standard und die sechs DLCs. Die erste große Erweiterung des Spiels, Civilization VI: Rise and Fall, wurde im Februar 2018 veröffentlicht. Die Gold-Edition enthielt alles bis dahin veröffentlichte, inklusive der Erweiterung. Eine zweite Erweiterung, Civilization VI: Gathering Storm folgte im Februar 2019 und wurde mit einer Platin-Edition gebündelt. Im Mai 2020 erschien ein Season Pass namens New Frontier Pass. Ein weiterer wurde zwischen November 2022 und März 2023 namens Leader Pass veröffentlicht.

## Spielprinzip
Civilization VI ist ein rundenbasiertes Strategiespiel, das sowohl Einzelspieler als auch den Mehrspielermodus unterstützt. Es gilt, den Einfluss der eigenen Zivilisation von einem kleinen Stamm hin zur Kontrolle über die Welt zu führen. Hierbei entwickelt das Volk jeweils Technologie, Kultur und Regierungsstruktur zwischen der Antike und der nahen Zukunft weiter. Durch Gründung von Städten kann expandiert werden. Dabei trifft man auf Barbaren, die keiner Fraktion angehören und den Zivilisationen anderer Spieler und Computergegner. Diesen kann man entweder friedlich diplomatisch begegnen oder militärisch gegen diese in den Krieg ziehen. Das Spiel bietet dabei mehrere Siegbedingungen an. In der Standardausgabe kann der Spieler zwischen neunzehn Zivilisationen und zwanzig Anführern wählen.

## Rezeption
Civilization VI wurde von der Fachpresse sowie der Spielerschaft sehr wohlwollend aufgenommen.
Es handele sich um ein Strategiespiel alter Schule. Die Vorlieben der Anführer geben frische Impulse. Auch die Metropolen, die sich über mehrere Hex-Felder erstrecken, seien eine große Stärke des Spiels. Die Konsolenversion sei der PC-Fassung ebenbürtig. Die künstliche Intelligenz sei schwach, agiere im Krieg konfus und gewinne nur aufgrund von massiven Ressourcenboni. Die Grafik im Comic-Stil erinnere eher an Mobile Games.

### Auszeichnungen
- The Game Awards 2016: Best Strategy Game[13]

## Zusatzinhalte

### DLCs
- Vikings Scenario Pack
- Poland Civilization & Scenario Pack
- Australia Civilization & Scenario Pack
- Persia and Macedon Civilization & Scenario Pack
- Nubia Civilization & Scenario Pack
- Khmer and Indonesia Civilization & Scenario Pack

### Erweiterungen
Die erste größere Erweiterung, Civilization VI: Rise and Fall, ist am 8. Februar 2018 erschienen.
Die zweite größere Erweiterung, Civilization VI: Gathering Storm, erschien am 14. Februar 2019.
Die dritte größere Erweiterung ist der New Frontier Pass und beinhaltet insgesamt 6 einzelne DLCs, die über ein Jahr verteilt, nach und nach veröffentlicht werden.
DLCs des New Frontier Pass
- Maya- und Großkolumbien Pack, Mai 2020
- Äthiopien Pack, Juli 2020
- Byzanz- und Gallien Pack, August 2020

### Verkaufsversionen
- Standardedition mit 18 Zivilisationen
- Deluxe-Edition mit 18 Zivilisationen, inkl. der 6 DLCs
- Gold-Edition mit 18 Zivilisationen, inkl. der 6 DLCs und der Erweiterung Rise and Fall
- Platinum-Edition mit 18 Zivilisationen, inkl. DLCs und den Erweiterungen Rise and Fall und Gathering Storm
- Anthology mit allen veröffentlichten Inhalten[17]